# Ringenes Herre: Kampen om Midgård II
The Lord of the Rings: The Battle for Middle-earth II (oversat: Ringenes Herre: Kampen om Midgård II) er et computerspil baseret på filmene Ringenes Herre. Spillet er udviklet af firmaet Electronic Arts med hovedsæde i Californien, USA og udkom i 2006. Spillet er ikke egnet til børn under 12 år.
Ringenes Herre: Kampen om Midgård II indeholder flere forskellige strategispil som alle foregår i fantasi-landet Midgård og kan spilles alene mod computeren eller af op til 6 personer på både LAN og internet. Der er kampagne-spil, hvor man gennemspiller temaet fra Ringene Herre, der er "skirmish"-spil hvor man vælger ét særligt område at udkæmpe et slag i og der er bræt-spillet ("War of The Rings") hvor man kan vælge mellem mange typer af spil. I alle spillene er man enten på de godes eller de ondes side, men i kan i nogle spil-typer vælge mellem flere forskellige racer og fraktioner indenfor de to kategorier, herunder Elver, Mennesker og Dværge på de godes side og Mordor, Isengard, Mennesker og Goblins på de ondes. I alle spillene skal man nedkæmpe modparten ved at ødelægge deres fæstning og ultimativt indtage fjendens hovedsæde.

## Spiltyper
- War of the Ring, hvor man skal erobre alle landene for at vinde på det store kort over Midgård
- Skirmish, hvor man vælger en modstander og dræber dem
- Campaign, hvor der er en historie, man skal følge, og hvor der er forskellige opgaver

Der findes også spil-udvidelsen The Lord of the Rings: The Battle for Middle-earth II: The Rise of the Witch King.